# 6 sonat na skrzypce solo op. 27 (Ysaÿe)
6 sonat na skrzypce solo op. 27 (fr. Six sonates pour violon seul op. 27) – cykl sześciu sonat skrzypcowych autorstwa Eugène’a Ysaÿe’a, opublikowany w 1924 roku, jedno z najważniejszych XX-wiecznych dzieł na skrzypce solo. 

## Historia
Kompozytor wypowiedział się następująco o planowanym cyklu: Czułem się zainspirowany i zachęcony, aby pokusić się o eksperyment. Myślę o napisaniu utworu na skrzypce solo „przez skrzypce i dla skrzypiec”, dążącego momentami do ukazania specyfiki wykonawczej jednego lub drugiego skrzypka. Zbiór powstał w latach 1923–1924, autor pisał go w swoim domu w Het Zoute, gdzie pracował ze swoimi skrzypcami Guarneri. Sonaty były inspirowane Sonatami i partitami na skrzypce solo autorstwa Johanna Sebastiana Bacha, domniemywa się, że ich wykonaniem przez Józsefa Szigetiego – jego wykonania tychże sonat Ysaÿe słuchał w 1923 roku. Podobieństwa do Bachowego dzieła to m.in.: złożona polifonia, taka sama tonacja I sonaty, motyw z Preludium Partity E-dur pojawił się w Prelude II sonaty.
Każda z sonat jest dedykowana jednemu z wirtuozowskich skrzypków z czasów życia kompozytora, wszyscy byli młodsi od kompozytora i w każdej sonacie Ysaÿe starał się oddać odrobinę ich osobowości; Jacquesowi Thibaud był przyjacielem autora. Kompozytor nigdy nie wykonał publicznie żadnej ze swych z sonat z opusu 27. III sonata została po raz pierwszy wykonana przez Josefa Gingolda.
Cykl opublikowano w 1924 roku w Brukseli w Editions Ysaÿe (Antoine Ysaÿe), pierwszy drukowany egzemplarz na pergaminie został przekazany belgijskiej królowej Elżbiecie Gabrieli Bawarskiej.
W 2018 roku znaleziono rękopis skrzypaczki Josette Lavergne z odmienną, nieukończoną wersją VI sonaty, wykonanie cyklu przez Walentina Niklasa z tą wersją wydało Naxos w 2020 roku.

## Budowa
Sonaty stanowią od strony formalnej różnorodne tematycznie fantazje o swobodnej budowie. Zaprezentowano w nich całość technik wirtuozowskich znanych w czasach Ysaÿe’a. Zastosowana harmonika jest niekonwencjonalna, a kolorystyka momentami impresjonistyczna. Wykonanie całości zajmuje około 65 minut.

### I sonata g-molldedykowanaJózsefowi Szigetiemu[5]
I. Grave
II. Fugato
III. Allegretto poco scherzoso
IV. Finale con brio

### II sonata a-moll(inne języki)„Obsession”dedykowanaJacquesowi Thibaudowi[5]
I. Prelude
II. Malinconia
III. Danse des ombres
IV. Les Furies

### III sonata d-moll(inne języki)„Ballada”dedykowanaGeorge’owi Enescu[5]
I. Lento molto sostenuto – Molto moderato quasi lento – Allegro in tempo giusto e con bravura – Tempo poco più vivo e ben marcato

### IV sonata e-molldedykowanaFritzowi Kreislerowi[5]
I. Allemande
II. Sarabande
III. Finale

### V sonataG-dur dedykowanaMathieu Crickboomowi(inne języki)[5]
I. L’aurore
II. Danse rustique

### VI sonataE-dur dedykowanaManuelowi Quirodze(inne języki)[5]
I. Allegro giusto non troppo vivo – Allegretto poco scherzando – Allegro. Tempo primo

## Analiza
I sonata pozostaje pod wyraźnym wpływem swojego Bachowskiego pierwowzoru, także pod względem budowy (wolno-szybko-wolno-szybko). Tonacja zmienia się z g-moll na B-dur w 3. części.
II sontata była pierwotnie na 4. miejscu, autor zmienił jej położenie przed publikacją. Pojawia się w niej motyw zaczerpnięty z sekwencji Dies irae we wszystkich częściach, a zwłaszcza w drugiej i trzeciej części. Powolna część Malinconia w tonacji e-moll przechodzi z łagodnego motywu pieśni ludowej do tematu chorałowego. Danse des ombres (Taniec cieni) w tonacji G-dur otwiera cantus planus, który zostaje przetworzony na sarabandę w technice pizzicato, po niej następuje sześć wariacji, w tym pieśń ludowa, musette, dwuczęściowa inwencja w tonacji molowej, po czym następuje powrót do sarabandy. Ostatnia żywiołowa część Les Furies jest utrzymana w tonacji a-moll.
III sonata jest jednoczęściowa i stanowi połączenie wirtuozerii z narracją w duchu Johannesa Brahmsa i Fryderyka Chopina.
IV sonata przypomina strukturę partit J.S. Bacha (brakuje courante); w drugiej części zastosowano potrójne metrum i z ukryte ostinato: fragment gamy A-G-F-E, który powtarza się co takt. Wszystkie części utrzymane są w tonacji molowej, część finałowa przechodzi pod koniec w tonację durową.
Pierwsza część V sonaty rozpoczyna się dwoma powolnymi frazami z kwintami czystymi, zbudowanymi diatonicznie, powoli unoszącymi się, które mogą w słuchaczu wzbudzić skojarzenia ze wschodem Słońca. Po powtórzeniu segmentu pojawiają się wyraźne dysonanse, ostatecznie klarownie harmonicznie rozwiązane i zakończone arpeggiami. Druga część jest zbudowana podobnie do pierwszej i powtarza się w niej kilkukrotnie ten sam motyw. 
VI sonatę o hiszpańskim charakterze można określić jako kadencję z habanerą; pojawiają się m.in. spiętrzone seksty. Pomimo obecności elementów Bachowskich bliżej jej do stylu kompozytorskiego Niccolò Paganiniego. 

## Recepcja
Zbiór jest uznawany za najwybitniejsze osiągnięcie kompozytorskie Eugène’a Ysaÿe’a i jest również jego najbardziej znanym dziełem. Sonaty są wykonywane we współczesnym repertuarze konkursowym i estradowym. Prof. Andrzej Gębski wypowiedział się tak: każdy szanujący się skrzypek powinien całość znać lub przynajmniej przeczytać oraz [n]ie będzie przesadnym stwierdzenie, w skrzypcowym pojmowaniu, że Sonaty i Partity Jana Sebastiana Bacha to „STARY TESTAMENT” zaś Sonaty na skrzypce solo Eugène Ysaÿe’a to „NOWY TESTAMENT”. Dawid Ojstrach wypowiedział się o cyklu następująco: otwierają one nowy rozdział w historii wirtuozerii skrzypcowej. Pod tym względem Ysaÿe jako kompozytor jest największym nowatorem po Paganinim.

## Nagrania
Dzieło wykonywało i rejestrowało w całości wielu artystów, m.in.:
- Gidon Kremer dla Miełodiji[18]
- Ruggiero Ricci dla Candide (1974)[19]
- Oscar Shumsky(inne języki) (1982)[20]
- Rudolf Werthen(inne języki) dla Pavane (1989)[14]
- Leonidas Kawakos dla BIS Records (1999)[21]
- Ilya Kaler(inne języki) dla Naxos (wyd. 2003)[22]
- Thomas Zehetmair(inne języki) dla ECM (2002, wyd. 2004)[23]
- Hilary Hahn dla Deutsche Grammophon (2023)[24]